# Erzbistum Anqing
Das Erzbistum Anqing (lateinisch Archidioecesis Nganchimensis, chinesisch 天主教安庆总教区) ist eine in der Volksrepublik China gelegene römisch-katholische Erzdiözese mit Sitz in Anqing (früherer Name: Anking).

## Geschichte

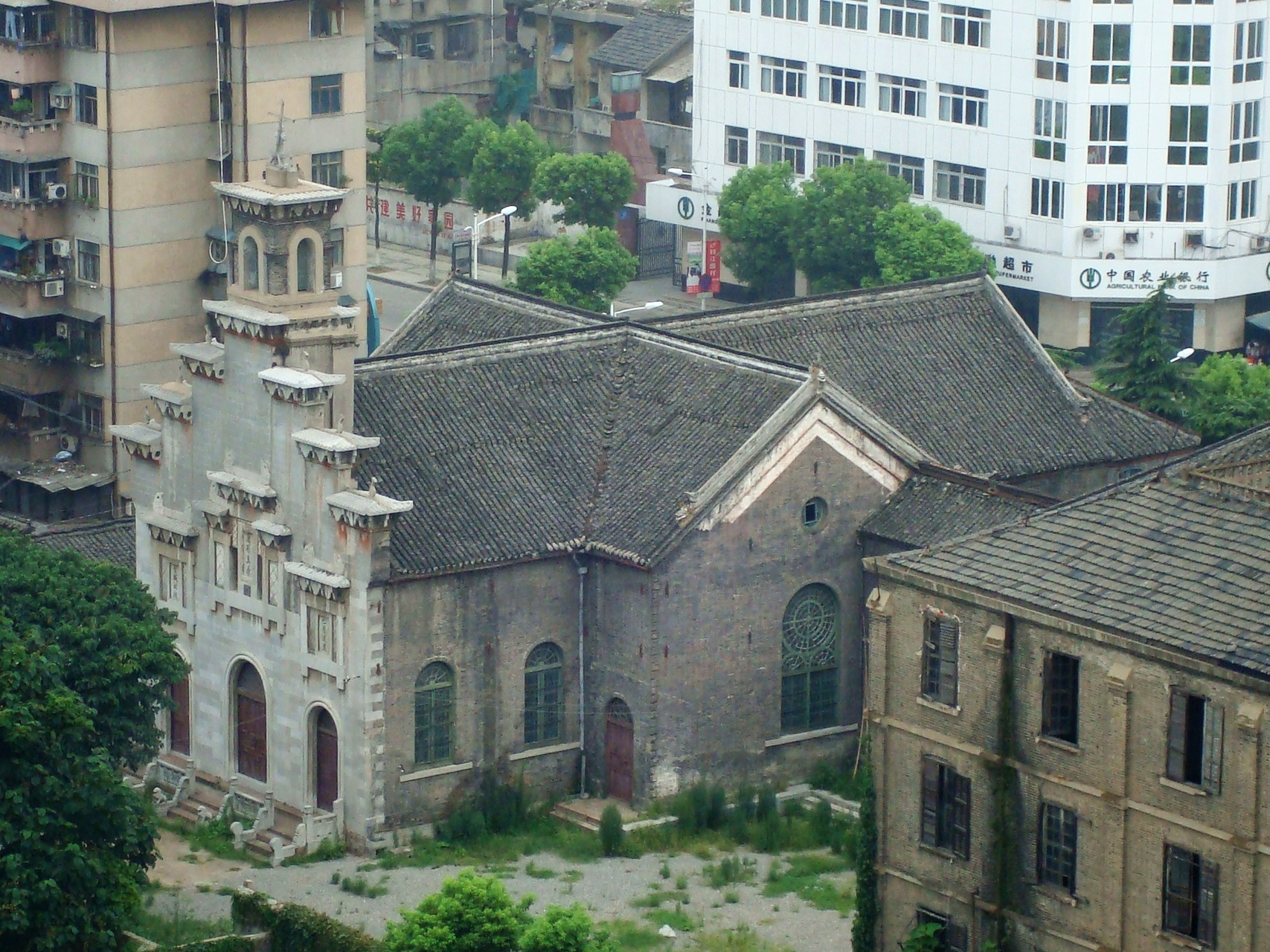
Cathedral of the Sacred Heart of Jesus in Anqing

Das Apostolische Vikariat Anqing wurde am 21. Februar 1929 durch Papst Pius XI. mit der Apostolischen Konstitution Ut aucto aus Gebietsabtretungen des Apostolischen Vikariats Wuhu errichtet. Die Seelsorge wurde der Ordensgemeinschaft der Jesuiten anvertraut. Am 11. April 1946 wurde das Apostolische Vikariat Anqing durch Papst Pius XII. mit der Apostolischen Konstitution Quotidie Nos zum Erzbistum erhoben und die Bistümer Bengbu und Wuhu wurden ihm als Suffragandiözesen unterstellt.
1950 zählte das 38.000 km² große Erzbistum Anqing 28.268 Katholiken in 25 Pfarreien, was 0,4 % der Bevölkerung in dieser Region darstellte, sowie 6 Diözesanpriester, 26 Ordenspriester und 46 Ordensschwestern. Nach der Gründung der Volksrepublik China im Jahr 1949 wurden in den 1950er Jahren die hauptsächlich aus Spanien und Italien stammenden Missionare des Landes verwiesen und der einheimische Klerus hatte unter staatlicher Verfolgung zu leiden. 1957 wurde die Ausübung religiöser Aktivitäten verboten. Erst ab 1983 wurden wieder Gottesdienste erlaubt.
Am 3. Juli 2001 legte die chinesische Regierung die Bistümer Anqing, Bengbu und Wuhu unter dem Namen Bistum Anhui zu einem einzigen Bistum zusammen. Sitz des Bistums Anhui wurde Hefei und als neue Kathedrale wurde die Cathedral of St. Thomas bestimmt. Der Heilige Stuhl erkannte die Zusammenlegung jedoch nicht an.

## Territorium
Das Gebiet des heutigen Bistums Anhui der Chinesischen Katholisch-Patriotischen Vereinigung umfasst die bezirksfreien Städten Anqing, Hefei, Bengbu, Bozhou, Chizhou, Chuzhou, Fuyang, Huaibei, Huainan, Huangshan, Lu’an, Ma’anshan, Suzhou, Tongling, Wuhu und Xuancheng in der Provinz Anhui.

## Ordinarien

### Apostolische Vikare von Anqing
- Federico Melendro y Gutiérrez SJ, 1930–1946

### Erzbischöfe von Anqing
- Federico Melendro y Gutiérrez SJ, 1946–1978
- Sedisvakanz, seit 1978
  - Joseph Zhu Hua-yu, 1997–2001 (Administrator)
  - Joseph Zhu Hua-yu, 2001–2005 (Bischof der Chinesischen Katholisch-Patriotischen Vereinigung, vom Heiligen Stuhl nicht anerkannt)
- Joseph Liu Xinhong, seit 2006 (Bischof der Chinesischen Katholisch-Patriotischen Vereinigung, vom Heiligen Stuhl erst 2018 anerkannt[12])